# Chiese di Cerignola
Le chiese di Cerignola sono lo specchio della città, e attraverso esse è possibile osservare alcuni dei cambiamenti, degli avvicendamenti e degli eventi storici che l'hanno interessata nel corso dei secoli. Agli edifici religiosi presenti all'interno dell'area urbana, si aggiungono quelli campestri, sparsi nell'agro cerignolano. Entrambi fanno parte della Diocesi di Cerignola-Ascoli Satriano.
Si precisa che a Cerignola dal 1906 è presente una chiesa evangelica Valdese facente parte alla famiglia cristiana secondo la denominazione di chiese protestanti.

## Chiese del centro abitato

### Basilica minore di San Pietro Apostolo (Duomo Tonti)
Il forte incremento demografico che si ebbe a Cerignola nel XIX secolo, portò alla necessità di costruire una nuova cattedrale. La vecchia Chiesa Madre, infatti, non era più sufficiente ad accogliere la popolazione in continuo aumento.
In principio furono valutati dal Comune diversi progetti, tutti però scartati in quanto ritenuti troppo dispendiosi. Nel 1855 un concittadino, tale Paolo Tonti (da cui il Duomo trae il proprio nome), dispose nel suo testamento che le rendite provenienti dai suoi beni fossero impiegate per la costruzione della nuova cattedrale.
Anche in questo caso, furono numerosi i progetti vagliati e scartati per ragioni economiche o perché non graditi dalla cittadinanza. Finalmente, nel 1870, venne approvato il progetto della nuova chiesa, ad opera dell'ingegner Errico Alvino. I lavori iniziarono il 29 giugno 1873, ma, a causa di vicissitudini varie, si protrassero per più di sessant'anni, permettendo l'inaugurazione dell'opera solo nel lontano 1934.
La chiesa ereditò i titoli di cattedrale e di parrocchia di "san Pietro apostolo" dall'antica Chiesa Madre e, nel 1986, fu innalzata a sede vescovile della Diocesi di Cerignola-Ascoli Satriano e a cattedrale diocesana. Il 22 febbraio 1999, il cardinale Georgius A. Medina Estévez ha elevato la Cattedrale a basilica minore intitolata a "san Pietro Apostolo".
Il monumento è di dimensioni imponenti, al punto tale che è possibile vederne la cupola anche a distanza di chilometri. Esso custodisce per sei mesi - da maggio a settembre - l'icona della Madonna di Ripalta, santa patrona principale della città.

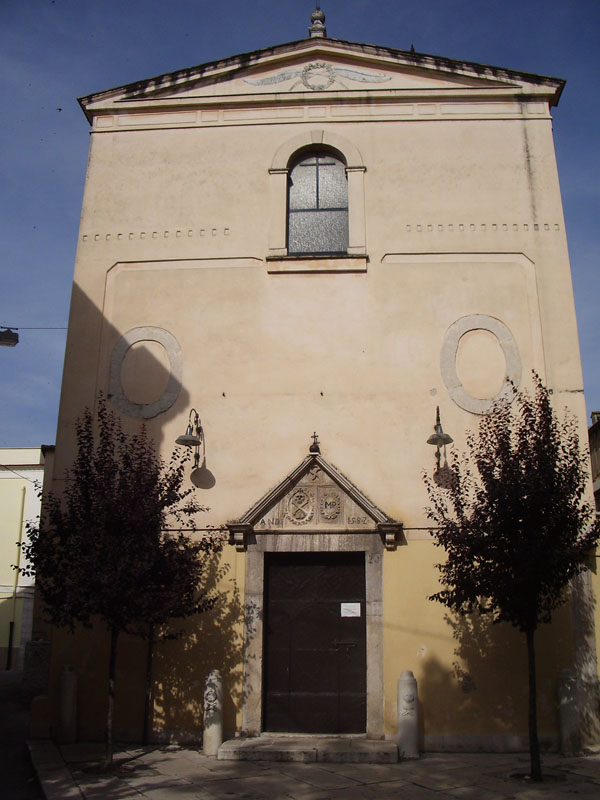
Chiesa del Purgatorio

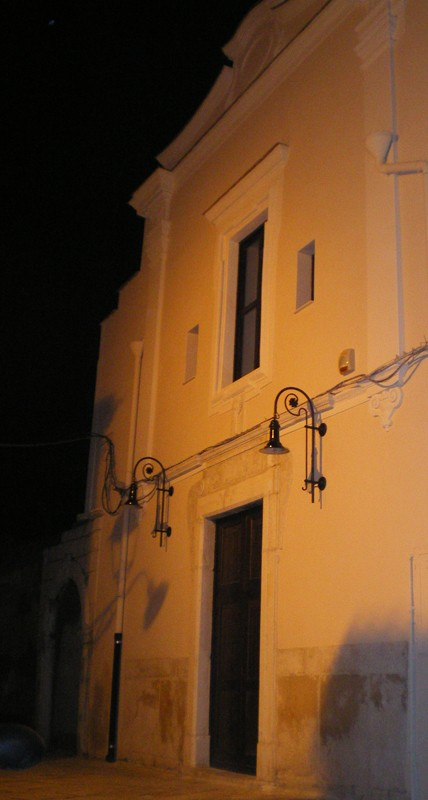
Chiesa di Sant'Agostino

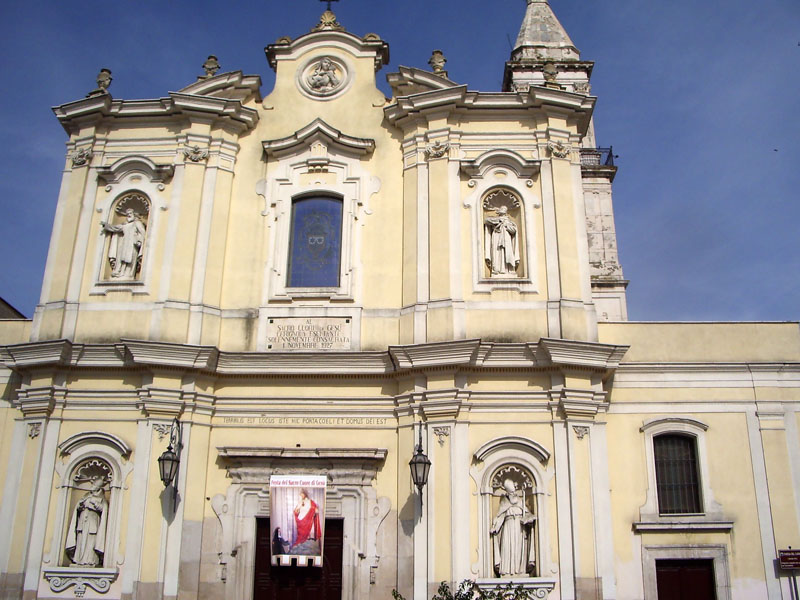
Chiesa del Carmine

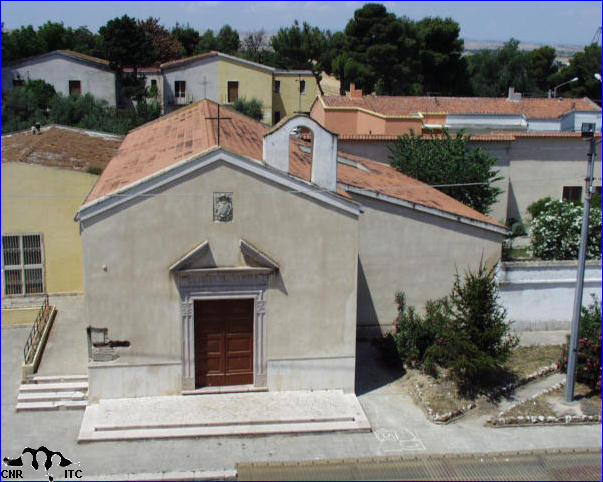
Chiesa di Borgo-Libertà-Torre Alemanna

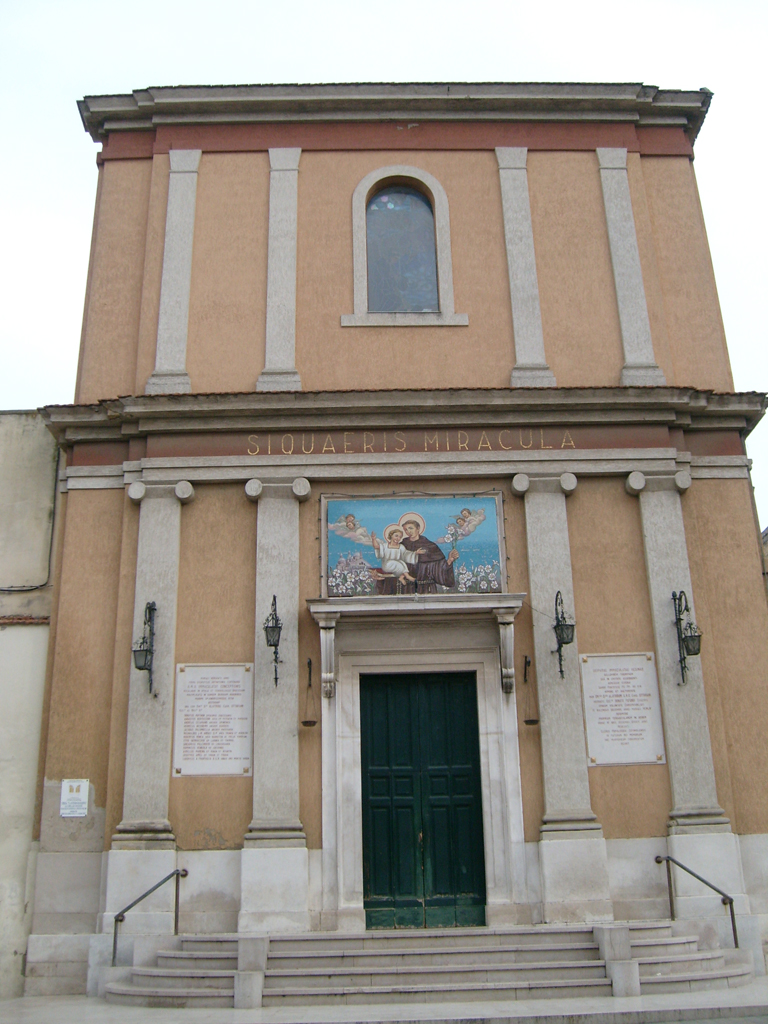
Chiesa di Sant'Antonio da Padova

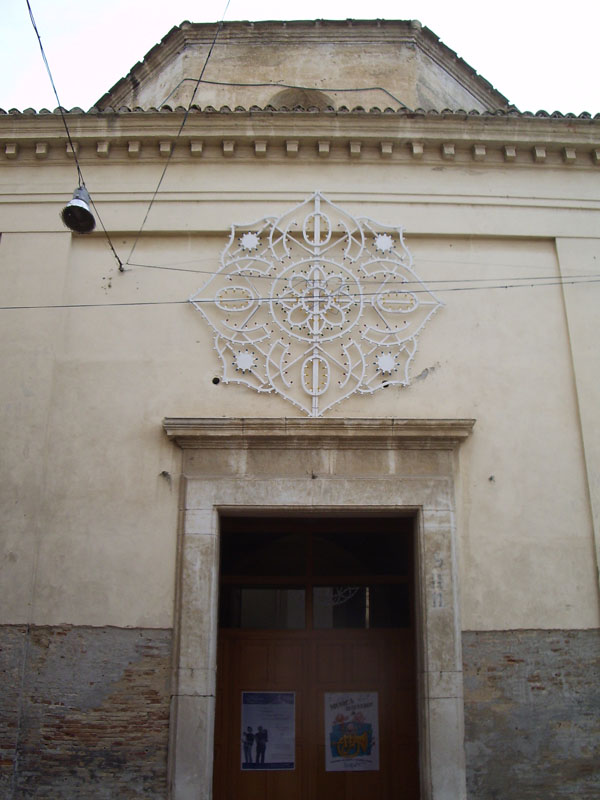
Chiesa Madre

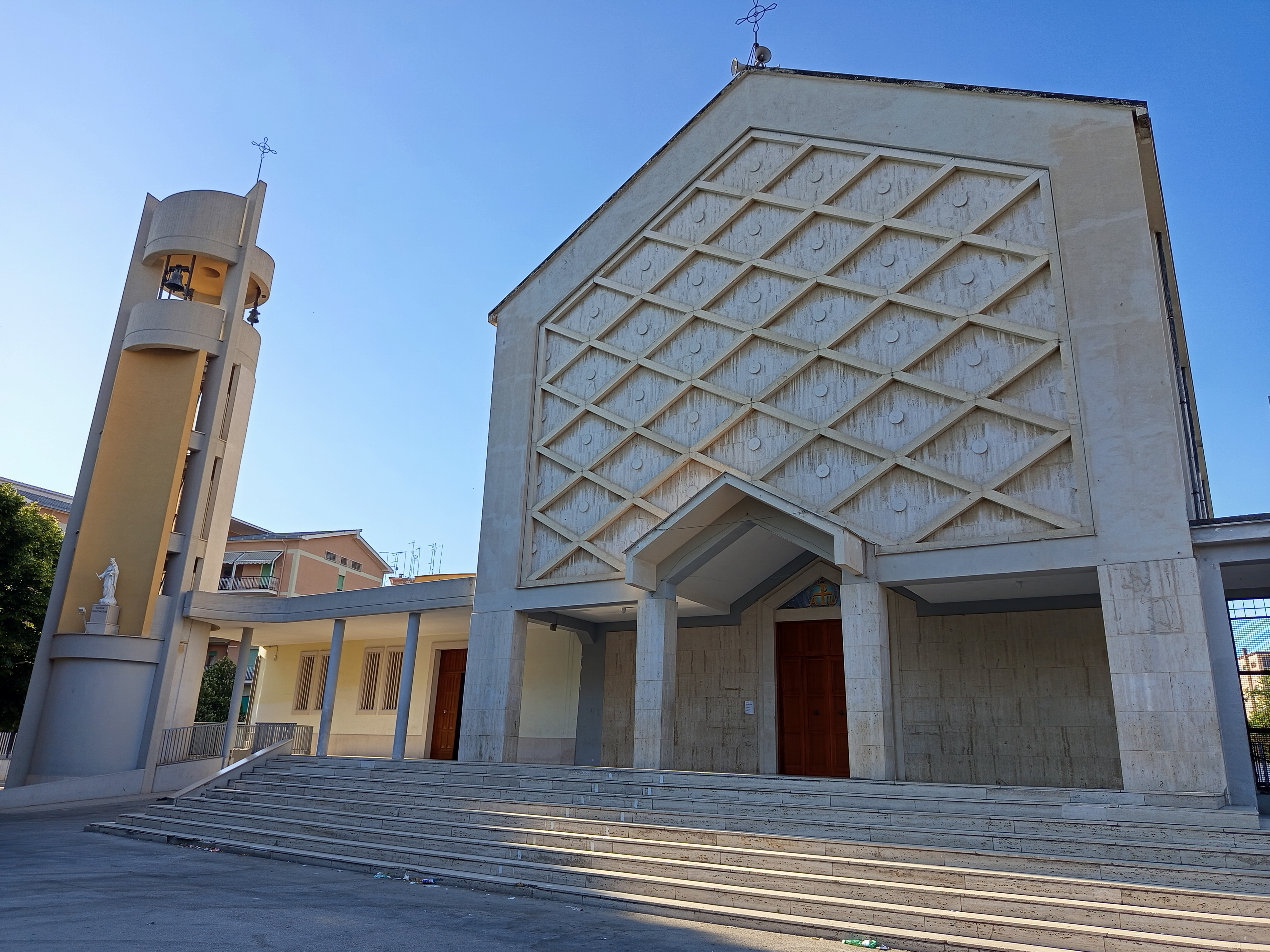
Chiesa di Cristo Re

### Chiesa del Purgatorio
La chiesa fu costruita nel 1578 dai Padri Gesuiti trasferitisi in città. Inizialmente ubicata fuori dalle mura, fu inglobata nell'abitato in seguito allo sviluppo urbanistico che interessò Cerignola.
L'aspetto attuale è frutto di lavori svolti nel XVIII secolo che portarono ad una dilatazione in altezza e in ampiezza dell'edificio. Di notevole valore è l'altare maggiore, considerato uno dei più preziosi della Puglia.

### Chiesa della Beata Vergine del Monte Carmelo
La chiesa parrocchiale del Carmine era in origine chiamata "Maria Santissima del Carmelo fuori le mura e Sant'Anna", in quanto ubicata al di fuori dell'antico borgo.
La sua costruzione risalirebbe al XVI secolo, periodo in cui i Carmelitani si stabilirono in città (1576). Col passare del tempo, essendosi la città estesa maggiormente, la chiesa assunse una posizione centrale all'interno dell'abitato. La centralità fu favorita anche dalla presenza di maggiorenti e artigiani nelle immediate vicinanze, e dal trasferimento del Municipio nell'ex convento dei Carmelitani annesso alla chiesa. Il convento rimase di proprietà dell'Ordine fino agli inizi del XIX secolo, periodo in cui l'editto di Saint Cloud soppresse alcuni ordini monastici e ne confiscò i beni assegnandoli allo Stato.
La facciata, eseguita in due tempi, è in stile barocco e fu completata in seguito alla realizzazione delle due navate laterali, costruite in un secondo momento rispetto al corpo centrale. Esternamente vi è un campanile a cinque "tesi" - o piani - progettato dall'architetto Federico Reale (allora priore della Confraternita del Carmine) e la cui costruzione richiese ben 17 anni. Il campanile è stato costruito in pietra calcarea martellinata ed è impreziosito da due bracci di ferro in croce posti sulla sommità e da tre campane di dimensioni diverse. Inoltre, all'altezza della prima rampa del campanile, vi è un oblò al cui interno si trova una campanella probabilmente appartenuta alla vecchia cappella. Dal 17 novembre 1839 la chiesa è stata elevata a parrocchia.

### Chiesa di Cristo Re
Il 5 maggio 1933, il Vescovo Vittorio Consigliere invocava il nulla osta per la costruzione di una Cappella al servizio spirituale della zona detta dei "senza Cristo", per l'assenza di chiese. Mons. Antonio Desantis ottenne una camera dove installò un altare. La sua proposta era di trasformare il rione "senza Cristo" nel rione "Cristo Re". Fu costruita in Via Calabria la Chiesa di Cristo Re, nota anche come Chiesa di Santa Rita. Fu affidata alla Società Salesiana di Don Bosco nel 1964. Per necessità della parrocchia, grazie all'impegno reciproco del Vescovo e dei Salesiani, fu costruita una chiesa più ampia nel 1966, insieme ad un oratorio e una scuola professionale.

### Chiesa di Borgo-Libertà-Torre Alemanna
La chiesa sorge distaccata dall'antico complesso teutonico vero e proprio di Torre Alemanna.
Si tratta di un edificio religioso fatto costruire dal cardinale commendatario dell'insediamento teutonico. Recentemente, i lavori di restauro del complesso hanno confermato la presenza - tra il XII e il XIII secolo - di una chiesa all'interno di tale insediamento.

### Chiesa di Sant'Agostino
Nel XV secolo gli Agostiniani stabilirono la loro sede in una chiesa dedicata a santa Caterina. Da allora sono stati apportati numerosi cambiamenti all'edificio. Ad esempio è mutata la facciata barocca, realizzata alla fine del Settecento, quando furono eliminate anche le capriate lignee utili alla sopraelevazione del soffitto.
L'interno si presenta con un'unica navata. Sul pavimento sono tuttora presenti i resti di una balaustra che correva lungo l'asse mediano e longitudinale della costruzione, il cui scopo era dividere i fedeli in base al loro sesso.
Presso questa chiesa furono trasportati tutte le reliquie ed oggetti sacri prima esistenti nella chiesa di San Trifone in Campo Marzio, distrutta nel secolo XVIII per allargare il convento degli agostiniani annesso alla Chiesa di Sant'Agostino.

### Chiesa di Sant'Antonio da Padova
L'edificio fu eretto nel 1882 dai Frati Minori Conventuali sulle rovine della cappella annessa al convento di Santa Maria di Loreto e Sant'Antonio.
Nel corso del XX secolo la chiesa ha subìto numerosi interventi di abbellimento, gli ultimi dei quali, effettuati nel biennio 1994-1995, hanno restituito alla chiesa il suo aspetto originale.
La chiesa presenta un'unica navata dal soffitto a cassettoni con decorazioni in stucco, ed è completata esternamente da un campanile. Nel 1945 la chiesa è stata elevata a parrocchia da monsignor Pafundi.

### Chiesa Madre
La Chiesa Madre è una degli edifici più antichi di Cerignola. Fu cattedrale intitolata a san Pietro, fino alla realizzazione del Duomo Tonti; attualmente è dedicata a san Francesco. A giudicare da alcune iscrizioni duecentesche presenti all'interno della chiesa, la sua costruzione è da attribuire all'XI o XII secolo.
Osservandola è possibile notare i diversi interventi di ristrutturazione che ha subìto. Ognuno di questi interventi presenta elementi architettonici tipici del periodo in cui è stato effettuato.

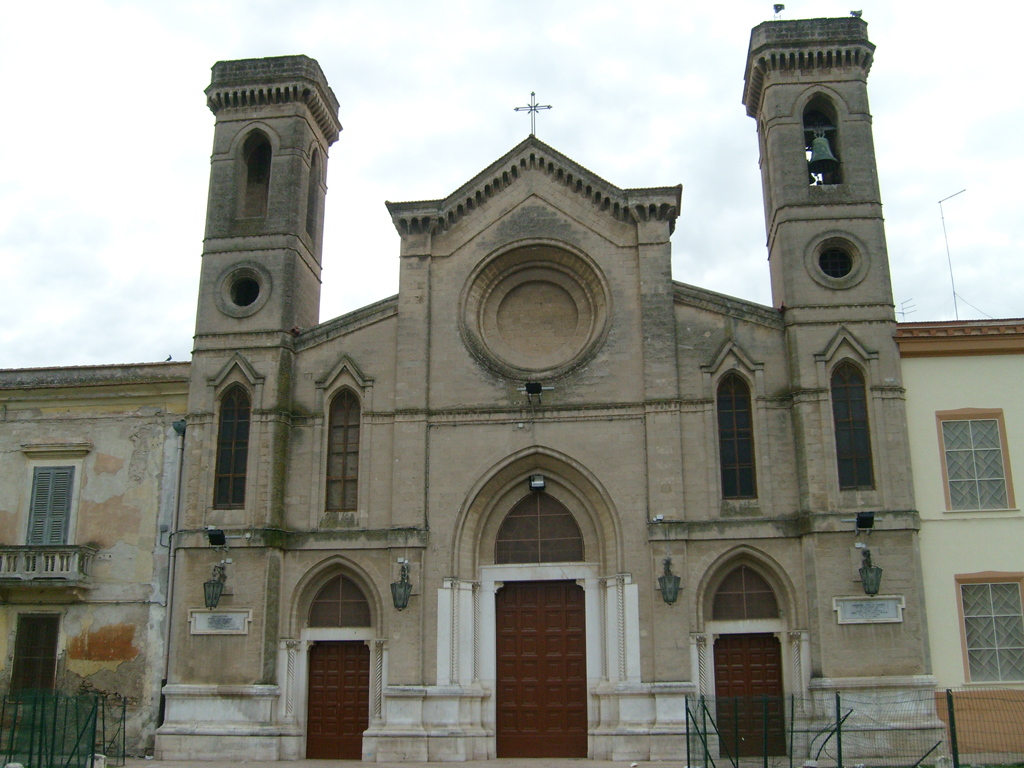
Chiesa di S. Domenico

### Altre chiese
- Chiesa dell'Annunziata (Cerignola Campagna)
- Chiesa dell'Assunzione della Beata Vergine Maria
- Chiesa della Beata Vergine Maria Addolorata
- Chiesa della Beata Vergine Maria Ausiliatrice
- Chiesa di Santa Barbara
- Chiesa della Beata Vergine Maria del Buon Consiglio (nuova)
- Chiesa della Beata Vergine Maria del Buon Consiglio (vecchia)
- Chiesa dello Spirito Santo
- Chiesa di San Domenico
- Chiesa di San Gioacchino
- Chiesa di San Giuseppe
- Chiesa di San Leonardo Abate
- Ex Chiesa di San Leonardo
- Chiesa di Santa Maria degli Angeli (conosciuta anche con il nome di Chiesa di San Matteo)
- Chiesa di Santa Maria di Costantinopoli (conosciuta anche con il nome di Chiesa di San Biagio)
- Chiesa dei Sacri Cuori
- Chiesa del Santissimo Crocifisso
- Chiesa di San Trifone Martire
- Convento dei Frati Cappuccini, fondato nel 1613[2]
- Chiesa Cattolica Parrocchiale Maria Ss. Ausiliatrice[3]
- Congregazione Suore Domenicane, fondate nel 1927[4]
- Chiesa di Pozzo Monaco
- Chiesa di San Casimiro
- Chiesa di Salve Regina
- Chiesa di Pozzo Terraneo
- Chiesa di San Giovanni di Zezza
- Chiesetta S. Biagio Vescovo, costruzione del 1600 -1800[5]

### Galleria d'immagini

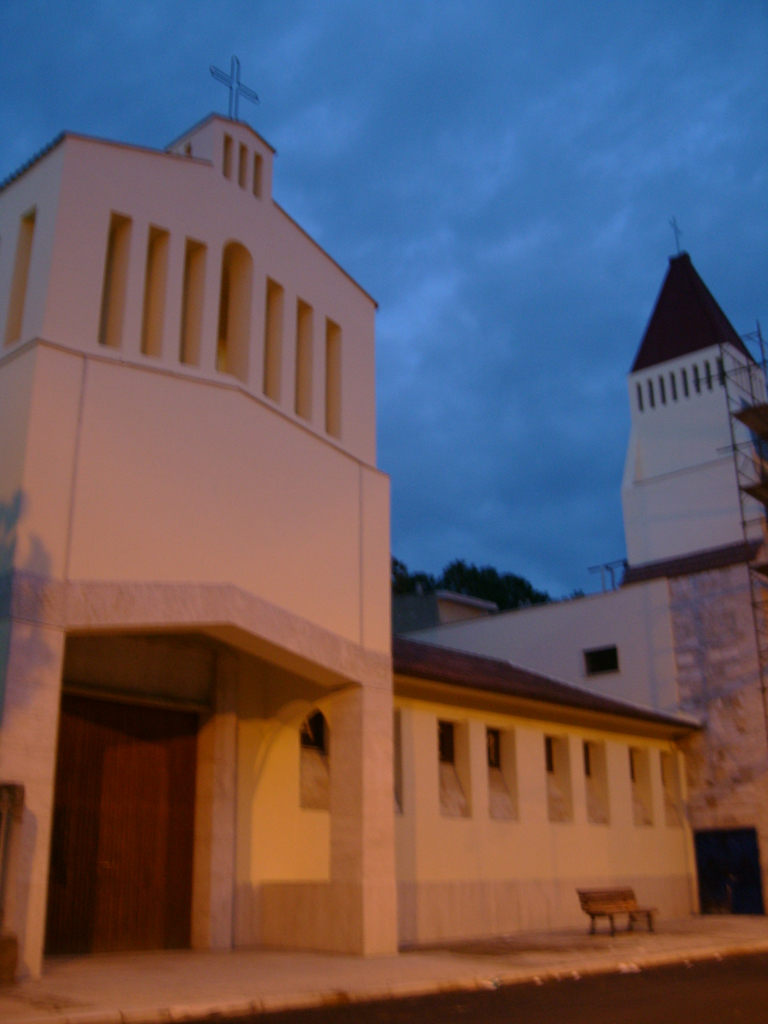
Chiesa dell'Annunziata (Cerignola Campagna), facciata
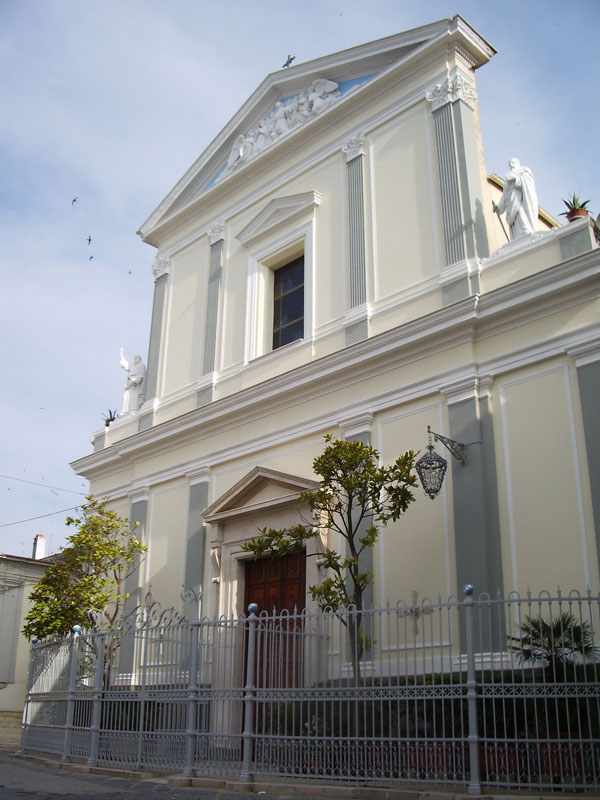
Chiesa dell'Assunzione della Beata Vergine Maria, facciata
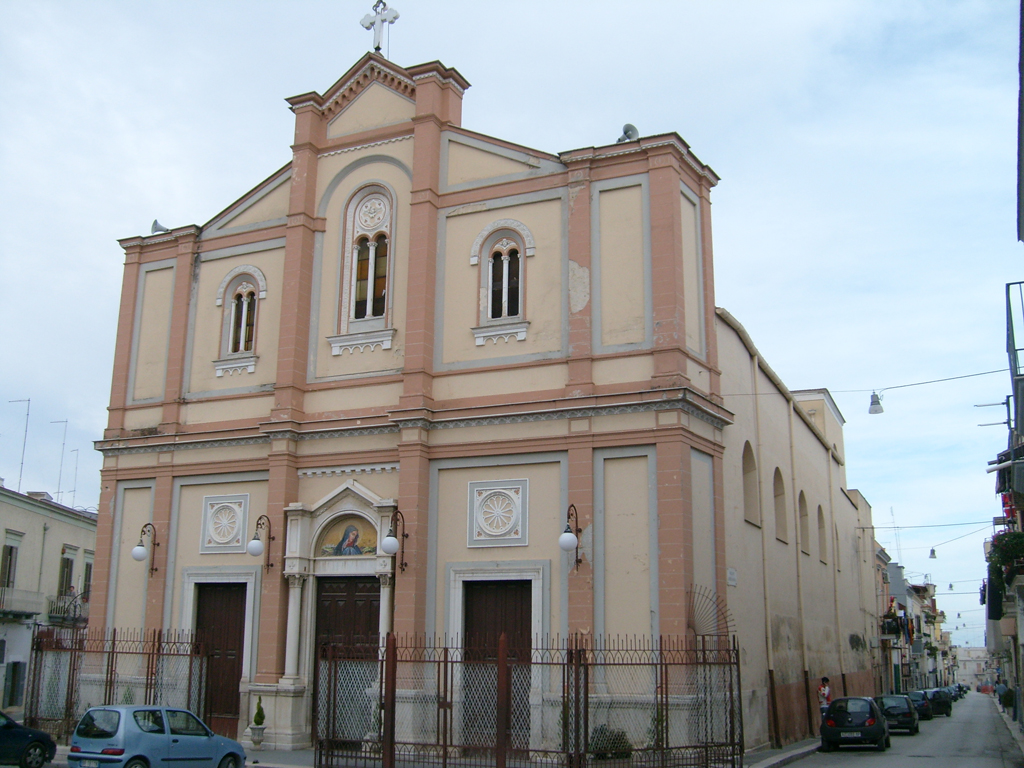
Chiesa della Beata Vergine Maria Addolorata, facciata
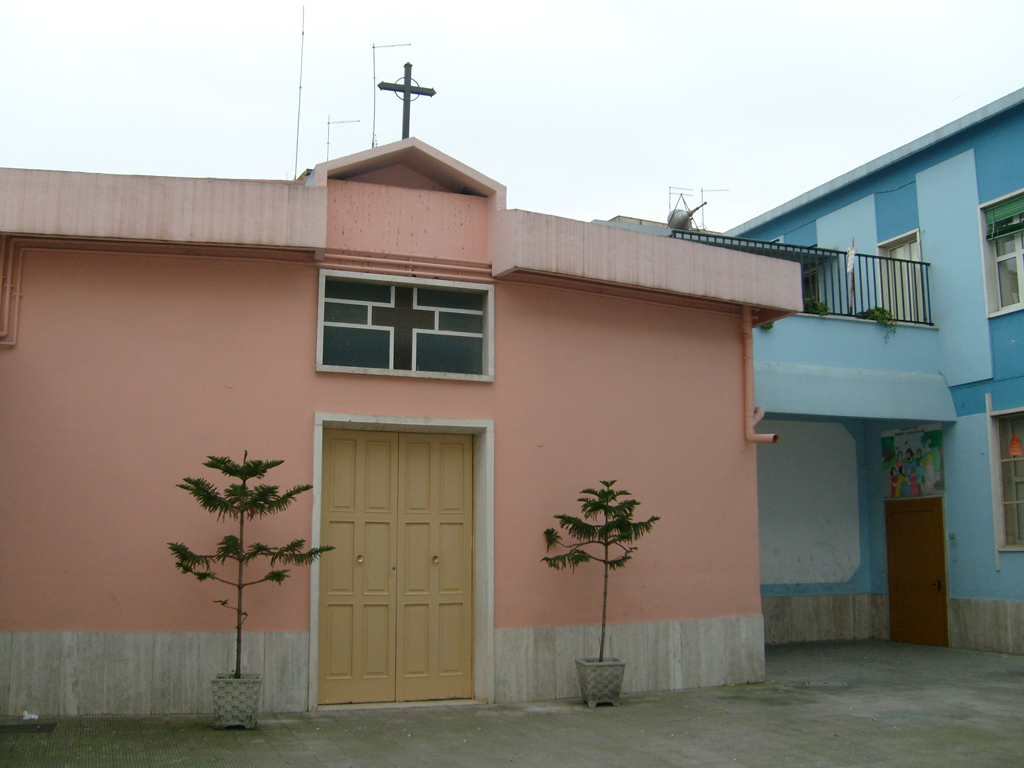
Chiesa della Beata Vergine Maria Ausiliatrice, facciata
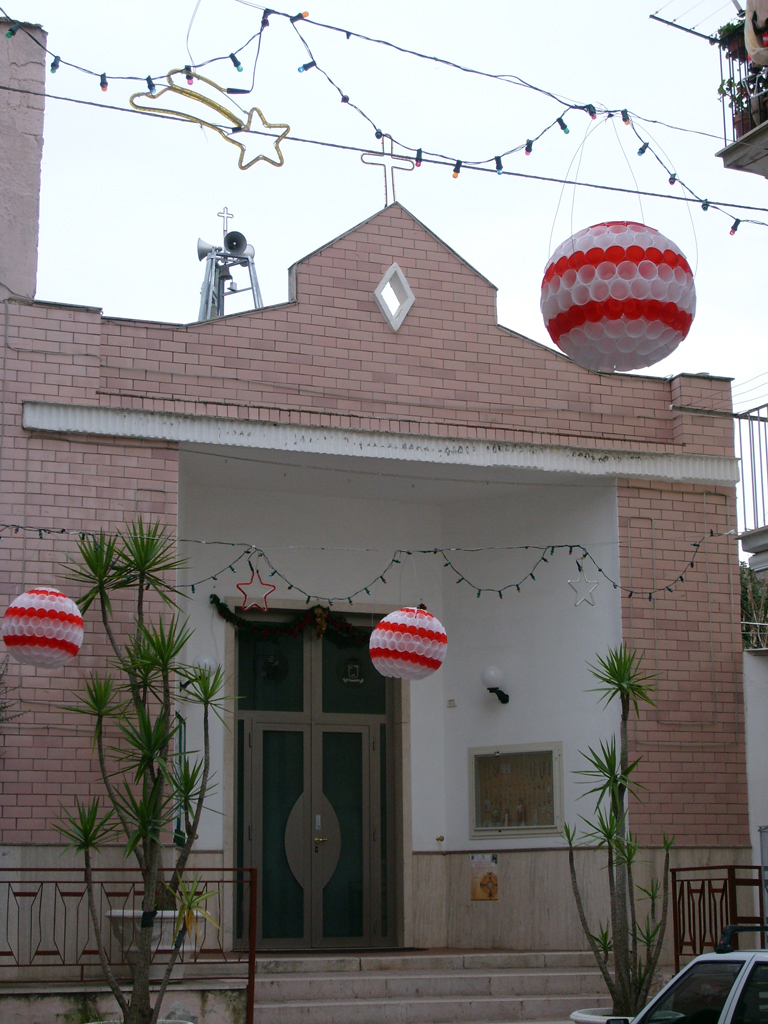
Chiesa di Santa Barbara, facciata
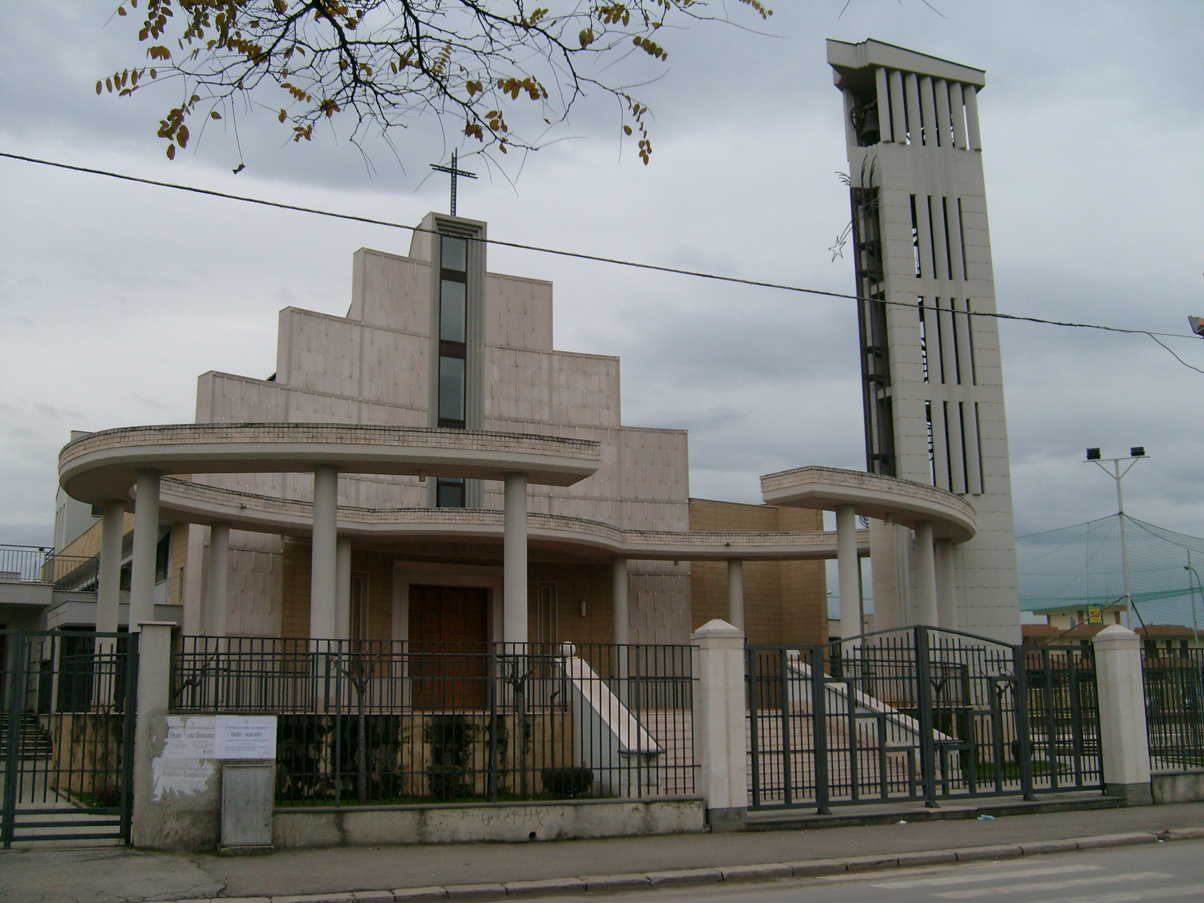
Chiesa della Beata Vergine Maria del Buon Consiglio (nuova), facciata
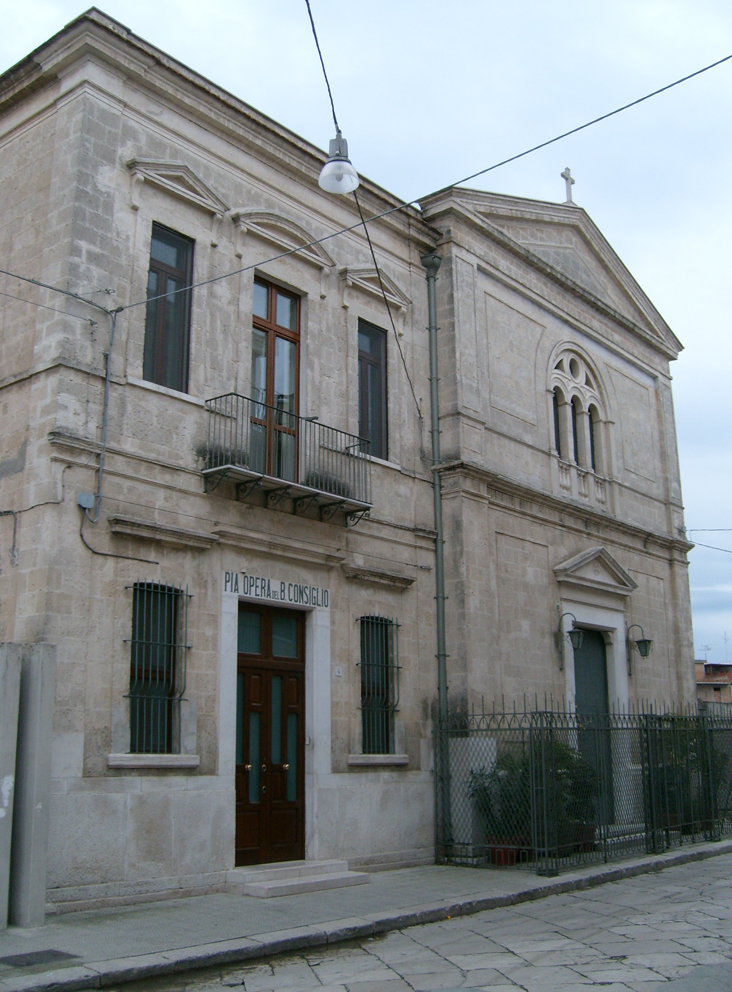
Chiesa della Beata Vergine Maria del Buon Consiglio (vecchia), facciata
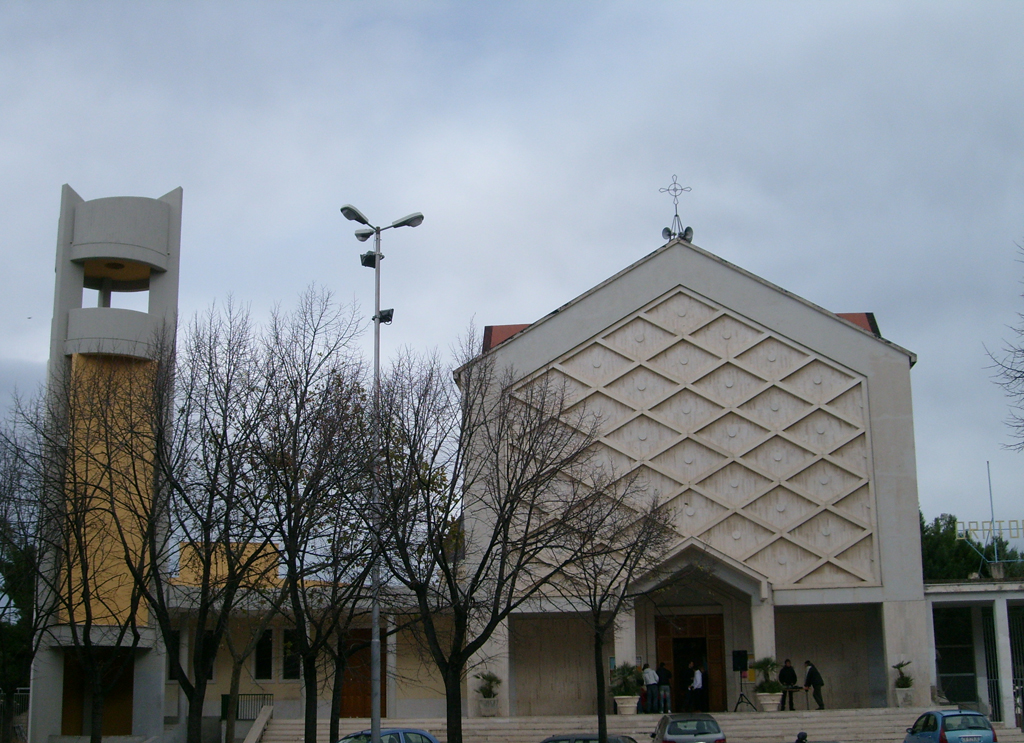
Chiesa Cristo Re, facciata
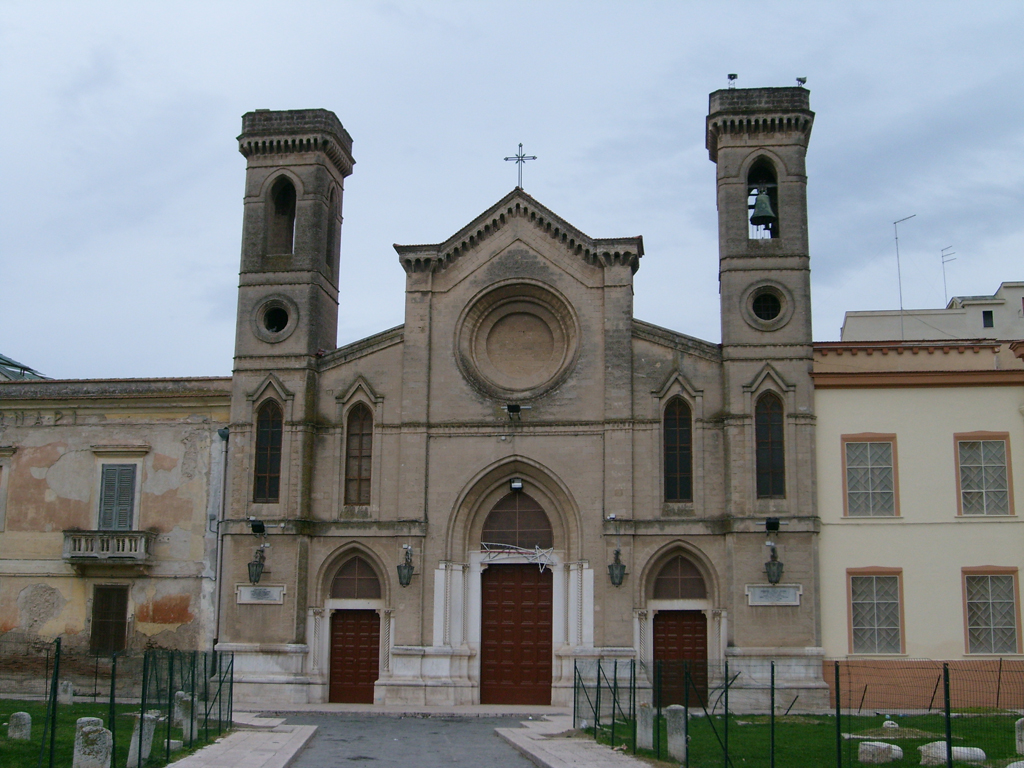
Chiesa di San Domenico, facciata
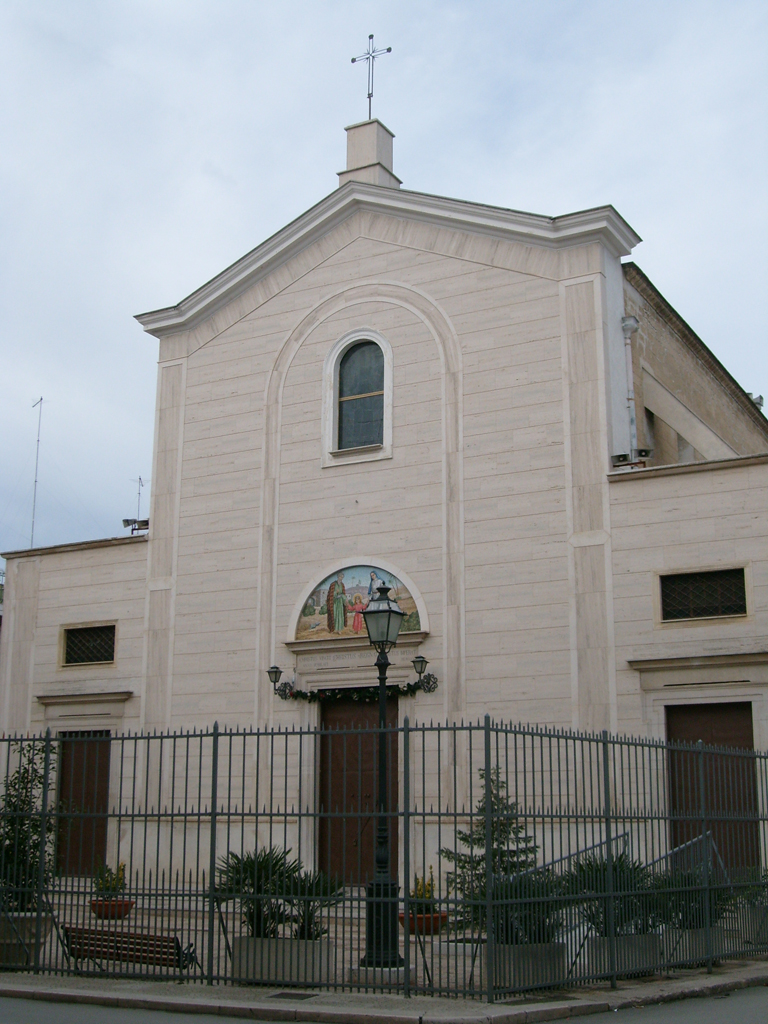
Chiesa di San Gioacchino, facciata
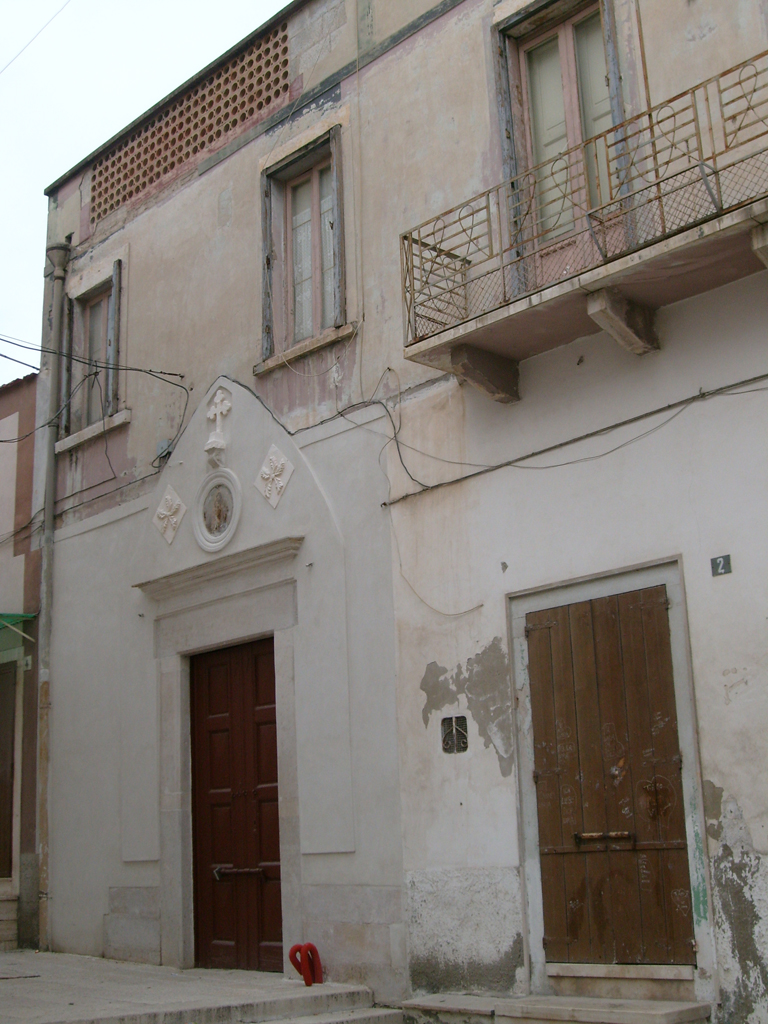
Chiesa di San Giuseppe, facciata
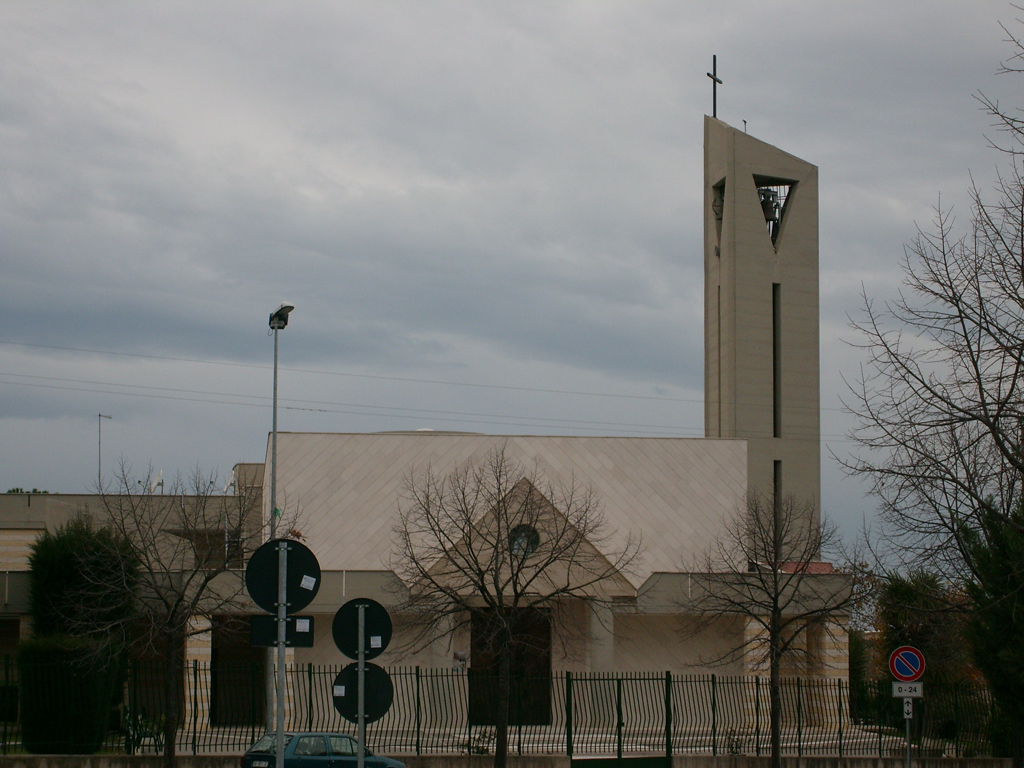
Chiesa di San Leonardo Abate, facciata
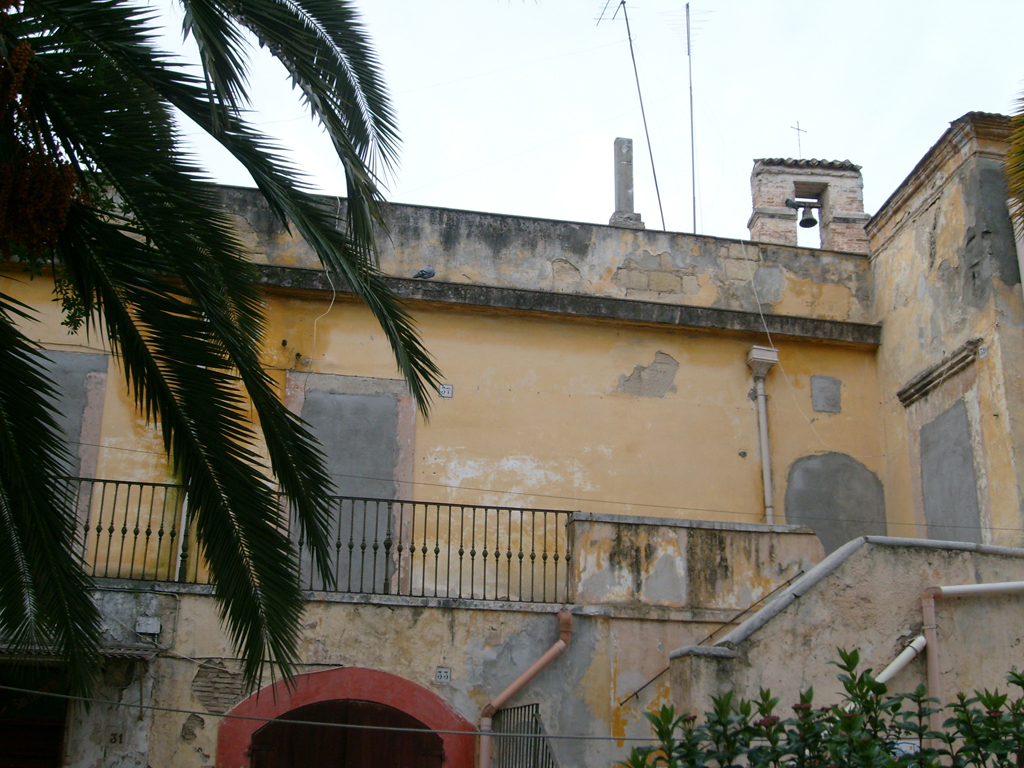
Ex Chiesa di San Leonardo, facciata
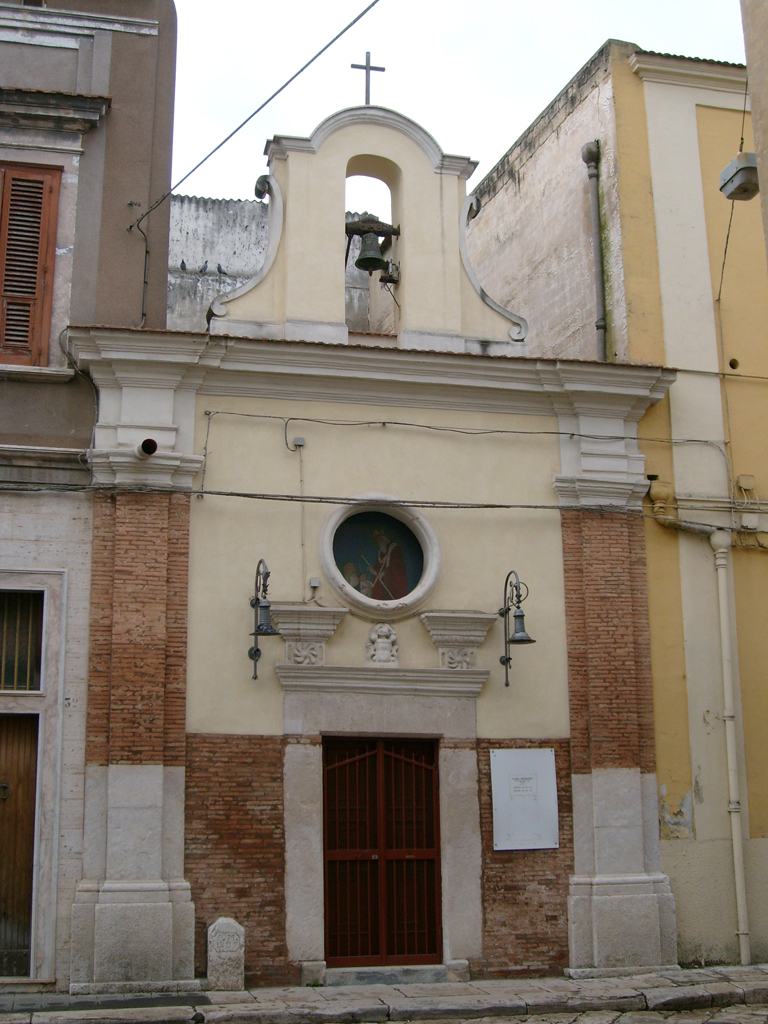
Chiesa di Santa Maria di Costantinopoli, facciata
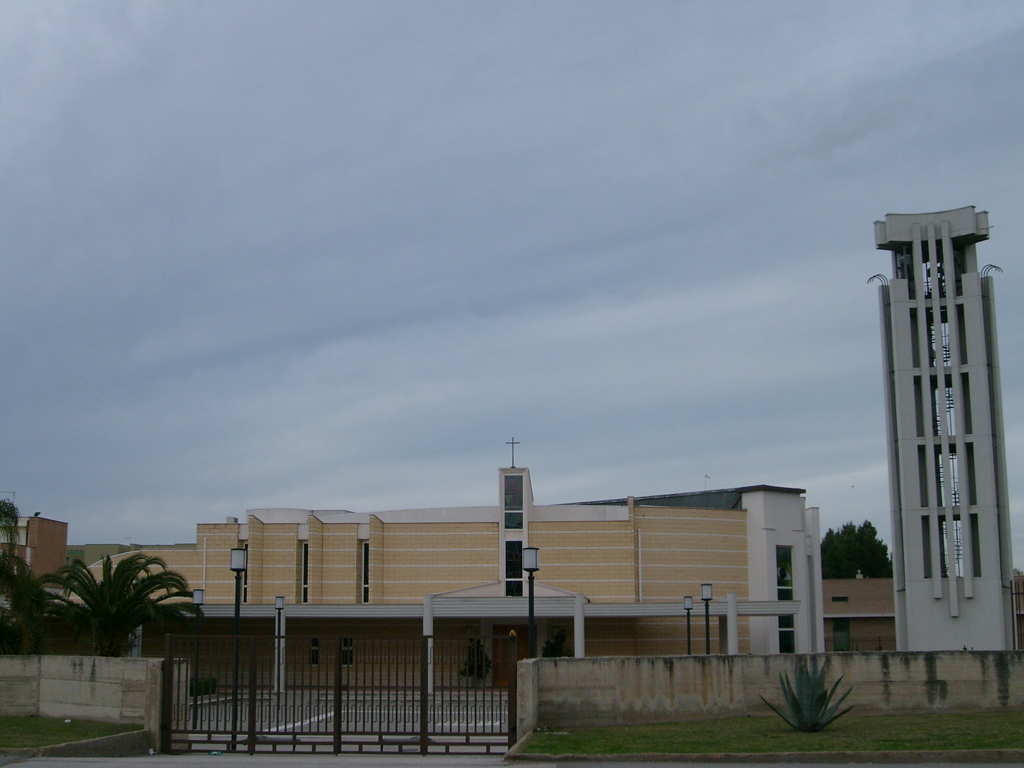
Chiesa dello Spirito Santo, facciata
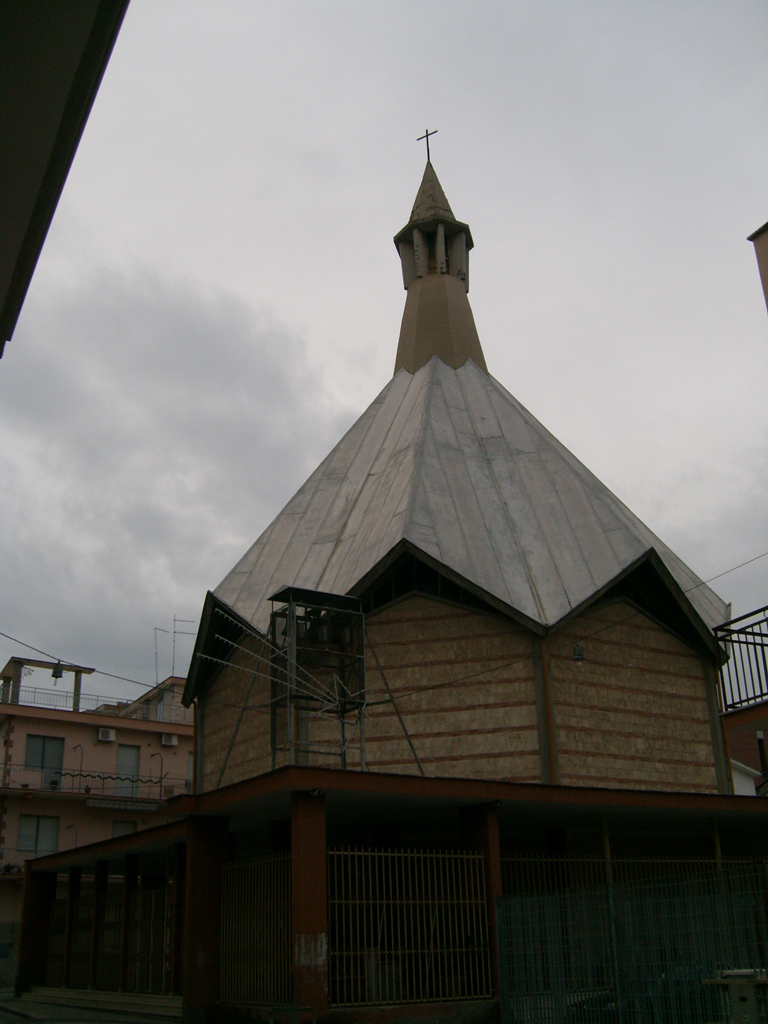
Chiesa dei Sacri Cuori, facciata
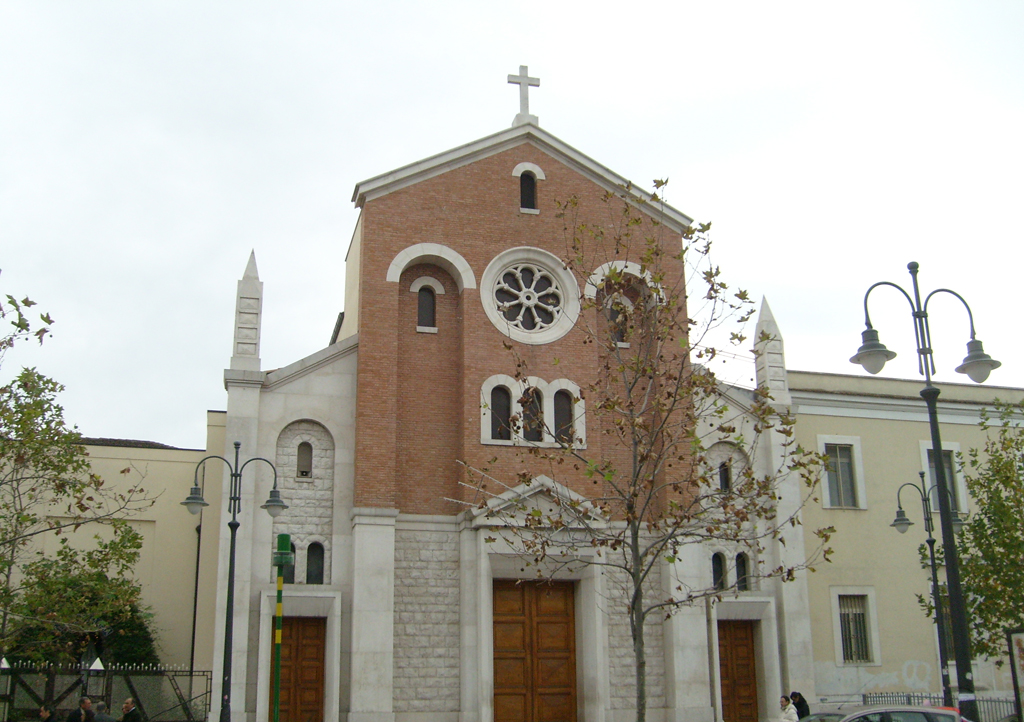
Chiesa del Santissimo Crocifisso, facciata
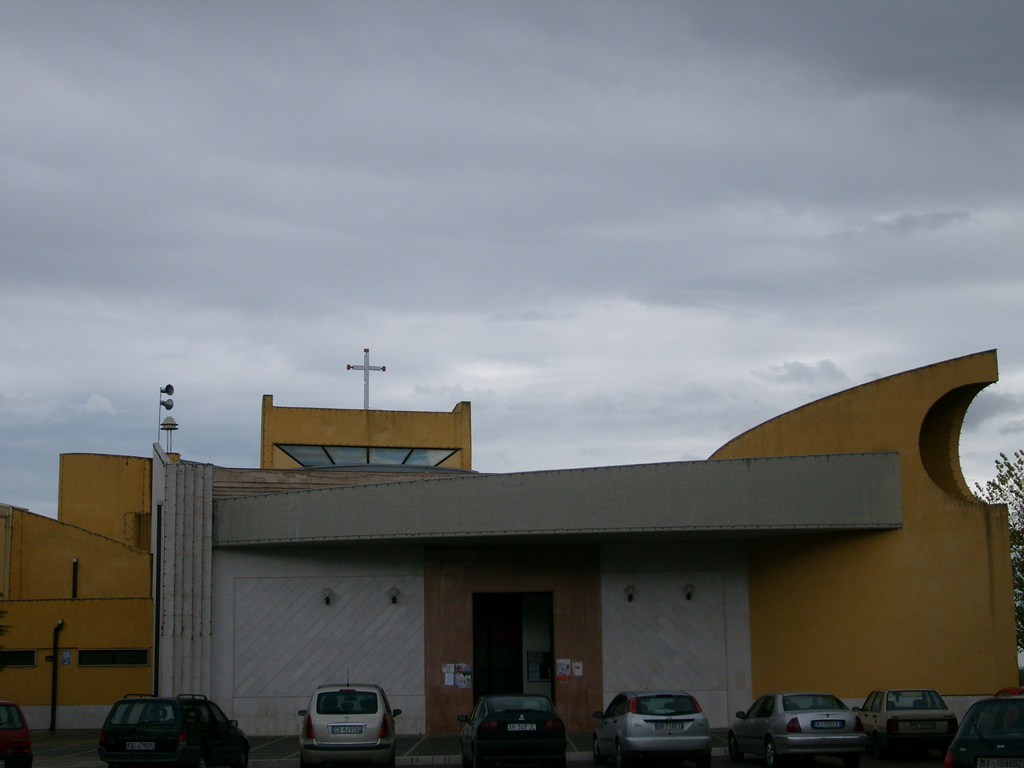
Chiesa di San Trifone Martire, facciata

## Chiese campestri

### Madre di Dio Maria Santissima di Ripalta
Località: Ripa Alta - La chiesa, che dista 9 chilometri circa da Cerignola, sorge su uno strapiombo, alto circa 150 metri, sito sulla riva sinistra dell'Ofanto. In origine qui si praticavano riti pagani. A riprova di ciò, vi è la presenza in loco di una stele, probabilmente facente parte di un antico tempio. Essa presenta un'iscrizione latina relativa alla costruzione di un'ara dedicato alla dea Bona, divinità della pastorizia e dei boschi.
Le prime tracce relative al culto dell'icona bizantina di Maria risalirebbero all'XIII secolo. L'icona fu portata in località Ripa Alta dai monaci Basiliani, fuggiti alla persecuzione contro il culto delle immagini sacre attuata da Leone III l'Isaurico. La costruzione del convento dovrebbe essere quindi opera dei monaci, i quali lo realizzarono sui ruderi dell'antico tempio per esporvi l'icona.
Sebbene non vi sia certezza della presenza dei monaci, è provata invece l'esistenza di una chiesa già dal 947 d.C. In quel periodo essa fu abbandonata dai monaci a causa delle scorribande dei Saraceni e fu tenuta dal chierico Cicerone. I monaci, prima di allontanarsi dal luogo, si preoccuparono di nascondere l'immagine santa in una grotta.
Nel 1259, in un atto del Preposto della Chiesa di Canosa - di cui la struttura faceva parte - il tempio veniva già citato col titolo di: chiesa della Beata Maria Vergine di Ripalta.
Nel 1310 la proprietà passò all'Ordine dei Cavalieri Teutonici, mentre nel 1543, come dimostrato da un atto notarile, il Capitolo della Chiesa di Cerignola, proprietario da data ancora ignota, donò la cappella nominata Santa Maria di Ripalta al duca Caracciolo, signore della Terra di Cerignola.
A causa di una serie di avvicendamenti che interessarono le proprietà di fabbricati e terreni circostanti, lo stato di conservazione della chiesa andò peggiorando con il passare del tempo. Solo nel 1931 furono avviati dei lavori di restauro e consolidamento, a cui seguirono, nel 1974, lavori di ampliamento della struttura, che portarono alla costruzione del transetto e dell'abside, e alla rimozione di alcune stanze del piano superiore.
L'8 settembre 1992 la chiesa è stata eretta a santuario diocesano Madre di Dio Maria Santissima di Ripalta; il 31 maggio 1993, invece, la proprietà di chiesa, locali annessi e terreni circostanti è passata dai privati alla Diocesi di competenza. Da allora, numerosi sono stati gli interventi atti a rendere più confortevole l'ambiente, come ad esempio l'installazione di panche per i fedeli.
Il santuario ospita il quadro della Madonna di Ripalta per i mesi che vanno dal secondo lunedì di ottobre al sabato successivo alla Pasqua. In quei giorni, i fedeli si muovono in pellegrinaggio a piedi per accompagnare l'icona da Cerignola al santuario e viceversa. Durante la processione, il corteo effettua due soste in prossimità di altrettante cappelle rurali: la Salve Regina (1872) e le Pozzelle https://g.co/kgs/wPycxK  (1833).

### San Casimiro
Località: Montearsente (le Torri) - La chiesa fu costruita in onore del duca Casimiro d'Egmont, proprietario dell'annessa fattoria. Fu consacrata dal vescovo di Minervino il 13 luglio del 1758. All'interno della chiesa è possibile osservare delle lapidi epigrafiche che testimoniano l'avvenuta consacrazione.
Il prospetto semplice termina con un frontone e campanile a vela ad unica cella; nell'interno l'ambiente unico ha una copertura a botte impostata su archi e vele.
Prima del suo trasferimento alla pinacoteca di Bari, sull'altare barocco era presente una tela raffigurante il Santo a cui la chiesa è intitolata.
All'interno della struttura vi è un'altra epigrafe particolare che giustifica la presenza della chiesa in aperta campagna: essa, infatti, permettere ai campagnoli di assolvere ai loro bisogni spirituali, tenendoli lontani dallo spettro del paganesimo.

### San Giovanni Battista
Località: San Giovanni di Zezza - La costruzione risale al XVIII secolo ed era di proprietà del conte d'Egmont duca di Bisaccia, come risulta dal Catasto Onciario già nel 1742.
Sebbene di dimensioni modeste, al suo interno è possibile notare i numerosi dipinti che ornano la chiesa, e che raffigurano numerosi santi quali: san Giovanni, san Lorenzo, sant'Antonio e sant'Isidoro di Siviglia protettore dei contadini.
Successivamente al degrado dell'edificio, fu costruita una nuova chiesa distante poche centinaia di metri. La nuova chiesa, dalla pianta circolare, all'interno conserva una lapide in memoria dei piloti statunitensi, appartenenti alla 15ª divisione aerea, morti durante la seconda guerra mondiale.

### San Marco Evangelista
Località: Contrada San Marco - La cappella rurale dista approssimativamente quattro chilometri dal centro abitato, e si trova nell'omonima contrada, sulla strada per Canosa di Puglia.
Fino ai primi dell'Ottocento, Il 25 aprile, giorno in cui ricorre la festa del Santo, i preti membri del Capitolo si recavano nella cappella per la celebrazione della messa e la benedizione dei campi. Successivamente, la celebrazione si spostò presso il convento dei Cappuccini, da cui partiva la processione alla volta della Chiesa Madre, dopo una breve sosta a palazzo Carmelo, l'ex municipio. Anche questo rito, come quello celebrato nella cappella rurale, ormai non è più celebrato.

### Santa Maria dell'Annunziata
Località: Contrada Santa Maria dei Manzi - La chiesa, la cui esistenza è nota sin dal 1758, si trova a circa quattro chilometri dal centro urbano, sulla strada per Manfredonia.
La facciata presenta un arco in stile gotico sormontato da una lunetta. Ai suoi lati vi sono invece, due nicchie vuote. Al centro della facciata, inoltre, si trova una cella campanaria provvista di una campana risalente al 1852.
Poiché il pavimento è al di sotto del piano stradale, l'ingresso è garantito da tre scalini.
L'interno presenta una sola navata, che dall'ingresso si restringe verso il fondo della chiesa. Numerosa la presenza di archi e contrarchi con volte a vela. Al centro del presbiterio vi è l'altare costruito in pietra leccese, di stile barocco.
Tra il 1989 e il 1991, la costruzione ha subito una serie di lavori di restauro, grazie ai quali sono tornati alla luce frammenti di antichi affreschi.
Sul fianco destro della chiesa, vi è un locale che presenta un'iscrizione sulla porta d'ingresso. L'iscrizione parla dell'eremita che fece costruire il locale nell'aprile del 1543.

### Santa Maria delle Grazie (Torricelli)
La chiesa, che dista circa 3 chilometri dal centro cittadino, si trova all'interno della masseria di proprietà della famiglia Torricelli, nell'omonima contrada. Il complesso si compone di una palazzina padronale a cui è annessa la struttura religiosa.
La facciata culmina con un frontone e presenta un campanile a vela ad unica cella trasversale. La facciata è inoltre rivolta verso l'antica Chiesa Madre.
Il portale con stipiti in pietra immette nell'unica navata coperta a botte, mentre il piccolo catino absidale ospita un altare in muratura decorato e una finestra che illumina l'ambiente.
La chiesa è stata elevata, successivamente al suo restauro, a oratorio semipubblico il 22 agosto del 1977.

### Santa Maria delle Grazie (San Martino)

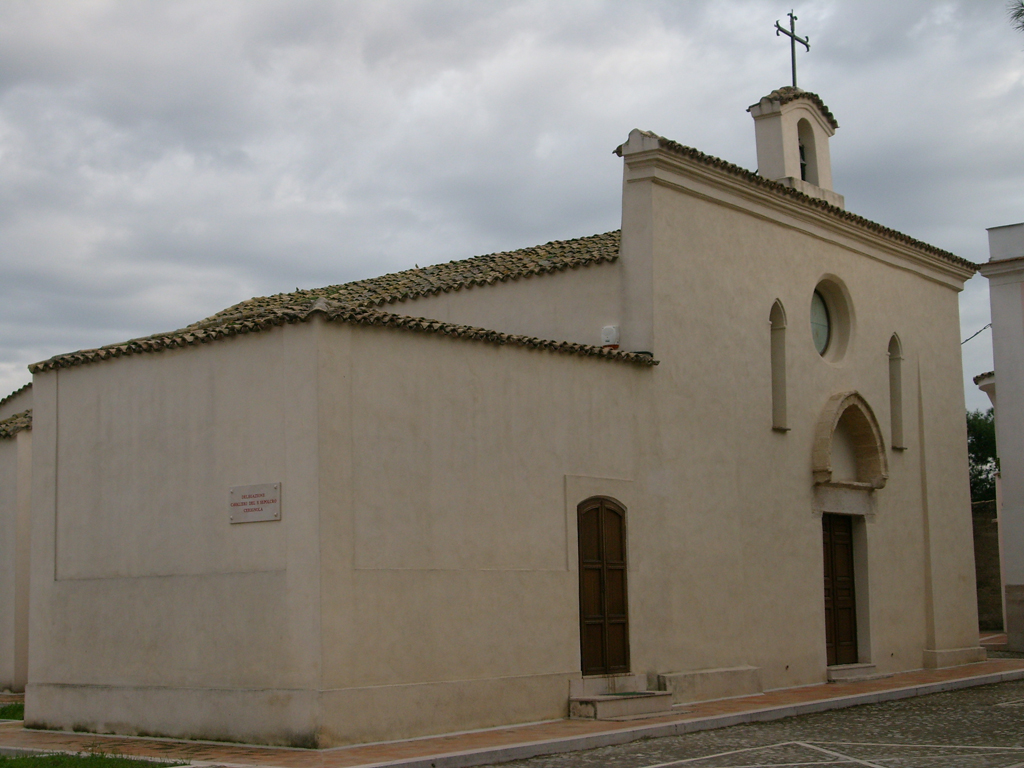
Santa Maria delle Grazie

Località: Contrada San Martino - Considerando le vicende storiche legate a questa chiesa, Santa Maria delle Grazie è indubbiamente da considerarsi la chiesa campestre più importante. La struttura è ubicata sulla strada che un tempo, percorrendo il Tratturo di Casal Trinità, portava a Trinitapoli.
La storia della chiesa risulta essere alquanto incerta. Probabilmente la struttura fu eretta nel IX secolo come cappella gentilizia per volere dei fratelli Lupis o Lupo di Giovinazzo, sulle rovine di un antico tempio pagano.
Benché sussistano dei dubbi sull'effettiva costruzione della chiesa, dovuti a probabili errori di trascrizione, è certa l'esistenza della chiesa agli inizi del Cinquecento. Qui, infatti, fu trasportato il corpo senza vita di Louis d'Armagnac, duca di Nemours comandante dell'esercito francese sconfitto da Consalvo da Cordova durante la Battaglia di Cerignola. Ancora oggi all'interno della chiesa, alla destra dell'arco trionfale, si può leggere un'iscrizione dell'epoca (eseguita quasi certamente con un pugnale) che ricorda lo scontro.
Santa Maria delle Grazie è nota anche con l'appellativo di Incoronatella, poiché l'ultimo sabato di aprile qui si svolgeva una sagra che radunava tutti i devoti della Madonna dell'Incoronata che non potevano recarsi al santuario sulla strada tra Cerignola e Foggia.

### San Vito Martire
Località: San Vito - La cappella di San Vito è sita nell'omonima contrada, distante all'incirca quattro chilometri dalla città, e si trova sulla stessa strada che porta al macello comunale.
Il Santo, martire nel 303 d.C. insieme a nutrice e al marito di quest'ultima, viene celebrato il 15 giugno; data in cui molti cerignolani, vista la diffusione del nome Vito in città, si recano alla cappella per la Santa Messa.